# Zawiya (residenza)
La zāwiya («angolo» oppure «cella»; altri sinonimi sono ribat in arabo, khanqah in persiano e tekke in turco), termine italianizzato in zavia (AFI: /*ˈʣavja/) o zauia (/*ˈʣawja/), è il luogo di residenza o di riunione dei sufi.
Spesso le zāwiya non servono solo per riti sufi, ma assolvono anche alla funzione di madrase, di ospedali o di luoghi d'accoglienza per i viaggiatori in transito.
Rappresentano importanti centri della vita sociale e spesso vengono gestite come fondazioni religiose. I primi esempi di zāwiya risalgono al XII secolo.